# La Gudiña

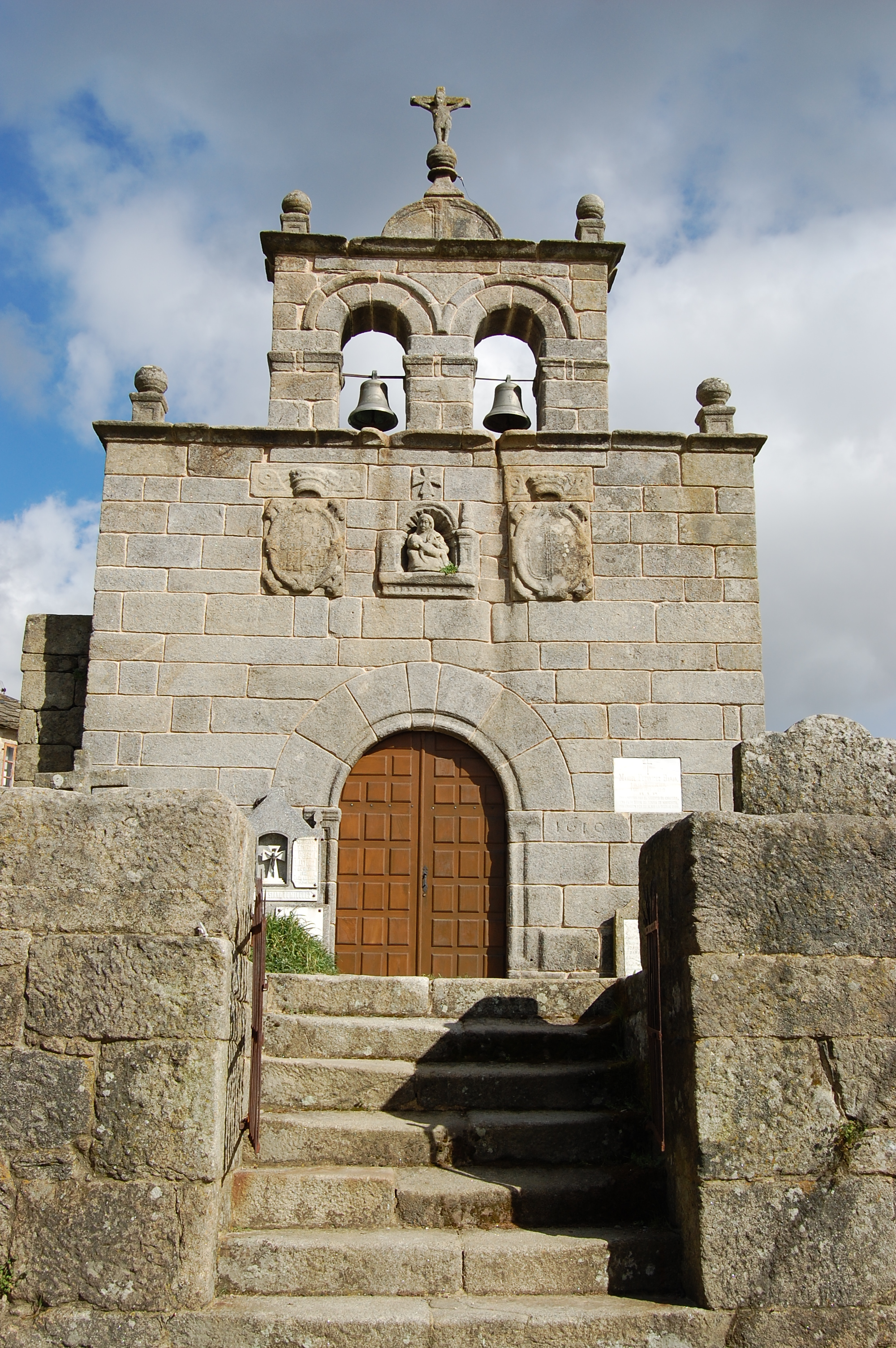
Iglesia de La Gudiña

La Gudiña (en gallego, y oficialmente, A Gudiña) es un municipio español de la provincia de Orense, en la comunidad autónoma de Galicia. Pertenece a la comarca de Viana, en el extremo sureste de Galicia y de la provincia de Orense.

## Geografía
El municipio se encuentra en la comarca de Viana, a 103 kilómetros de la capital provincial, Orense, es límitrofe con Portugal por el sur y se encuentra también cerca del límite con la provincia de Zamora.
El aspecto más notorio del relieve del municipio es la elevada altitud, que rara vez desciende de los 800 metros. El sector meridional del término, unido a los municipios limítrofes de La Mezquita y Riós, constituye la denominada «Terra de Frieiras». Se ve en La Gudiña una morfología nororiental y occidental, de tal modo que al noreste está la pequeña Serra do Cañizo, que supera los 1400 metros de altitud, mientras que al oeste se sitúan la Serra Seca y la Serra da Teixeira, que superan los 1000 metros y están integradas en el complejo de sierra de Queija. Estos dos sistemas de sierra enmarcan una zona central constituida por superficies de aplanamiento, alternando los reducidos altiplanos y pequeños valles más o menos encajados formados por los ríos Mente, Pentes y Pereiro, entre otros.
La altitud oscila entre los 1448 metros (pico Testeiro) en la Serra do Cañizo y los 600 metros a orillas del río Mente. El pueblo se alza a 979 metros sobre el nivel del mar. 
| Noroeste: Villarino de Conso | Norte: Viana del Bollo | Noreste: Viana del Bollo y La Mezquita |
| Oeste: Castrelo del Valle    |                        | Este: La Mezquita                      |
| Suroeste: Riós               | Sur: Portugal          | Sureste: La Mezquita                   |

## Geografía humana

### Demografía
Cuenta con una población de 1186 habitantes (INE 2024).
| Gráfica de evolución demográfica de A Gudiña entre 1842 y 2023 |
| |
| Población de derecho según los censos de población del INE Población de hecho según los censos de población del INEEn estos censos se denominaba Gudiña: 1842, 1857 y 1860 En estos censos se denominaba La Gudiña: 1877, 1887, 1897, 1900, 1910, 1920, 1930, 1940, 1950, 1960, 1970 y 1981 |

### Organización territorial
El municipio está formado por dieciséis entidades de población distribuidas en ocho parroquias:
- Barja[11] (San Juan)[12]
- Carracedo de la Sierra[11] (Santiago)[13]
- El Cañizo[11] (Santa María)[14]
- La Gudiña[11] (San Martín y San Pedro)[15]
- Parada de la Sierra[11] (San Lucas)[16]
- Pentes (San Mamed)[17][18]
- San Lorenzo de Pentes[17][18]
- Tameirón[17] (Santa María)[19][20]

### Economía

#### Evolución de la deuda viva
El concepto de deuda viva contempla sólo las deudas con cajas y bancos relativas a créditos financieros, valores de renta fija y préstamos o créditos transferidos a terceros, excluyéndose, por tanto, la deuda comercial.
| Gráfica de evolución de la deuda viva del ayuntamiento entre 2008 y 2014                             |
| |
| Deuda viva del ayuntamiento en miles de Euros según datos del Ministerio de Hacienda y Ad. Públicas. |

La deuda viva municipal por habitante en 2014 ascendía a 431,93 €.

### Transporte

#### Carretera
El término municipal está atravesado por la autovía de las Rías Bajas entre los pK 120 y 137, además de por la carretera N-525, que discurre paralela a la autovía, y por la carretera provincial OU-533 que permite la comunicación con Viana del Bollo. La carretera N-525 atraviesa dos puertos, el Alto do Cañizo (1067 m) y el Alto de Erosa (908 m).

#### Ferrocarril
Por La Gudiña pasan dos líneas de ferrocarril: la línea convencional Zamora-La Coruña, con parada en la estación de La Gudiña, y la línea de alta velocidad Olmedo-Zamora-Galicia, con parada en la estación de La Gudiña-Porta de Galicia.
La estación de La Gudiña fue inaugurada en 1957. Hasta junio de 2013 disponía de un servicio regional entre Puebla de Sanabria y Orense, lo que conectaba el municipio con otros tantos de su entorno, que quedaron sin servicios ferroviarios desde ese momento. En cuanto a trenes de largo recorrido, hasta hace unos años paraban en ella trenes diurnos y nocturnos que conectaban Madrid con Galicia.
El 20 de diciembre de 2021 entró en funcionamiento la estación de La Gudiña-Porta de Galicia situada en la línea de alta velocidad Olmedo-Zamora-Galicia. En ese momento la estación de La Gudiña dejó de prestar servicio y los trenes fueron trasladados a la nueva terminal. En la actualidad paran en la estación varios trenes que unen Madrid con Ferrol, Lugo y Vigo, con parada en otras ciudades intermedias como Zamora, Orense, Santiago de Compostela, La Coruña y Pontevedra.

## Política
| Resultado elecciones municipales del 25 de mayo de 2015 en La Gudiña |       |            |            |
| Nombre                                                               | Votos | Porcentaje | Concejales |
| Partido Popular de Galicia                                           | 519   | 57.54%     | 5          |
| Bloque Nacionalista Galego                                           | 287   | 31.82%     | 3          |

Fue reelegido alcalde de la localidad Guillermo Lago Pérez del Partido Popular de Galicia por mayoría absoluta.